# Ádám Decker
Ádám Decker (Budapest, 29 febbraio 1984) è un pallanuotista ungherese, campione del mondo con la propria nazionale a Barcellona 2013.
È il fratello maggiore di Attila Decker, anch'egli pallanuotista professionista, di ruolo portiere.

## Palmarès

### Club
- Campionato ungherese: 2

Vasas: 2009-10, 2011-12
- Coppa d'Ungheria: 6

BVSC: 2003
Eger: 2007, 2008
Vasas: 2009
Szeged: 2012, 2013

### Nazionale
- Mondiali

Barcellona 2013: 
Budapest 2017: 
- Europei

Budapest 2014: 
Belgrado 2016: 
- World League

Čeljabinsk 2013: 
Dubai 2014 
- Coppa del Mondo

Almaty 2014: